# Benthomangelia brachytona
Benthomangelia brachytona é uma espécie de gastrópode do gênero Benthomangelia, pertencente a família Mangeliidae.